# Sibut
Sibut est une ville de République centrafricaine, chef-lieu de la préfecture de Kémo et de l'une de ses quatre sous-préfectures.

## Géographie
La ville se trouve sur les bords de la rivière Tomi (affluent de la Kémo). Ville carrefour, elle est traversée par la route nationale 2 à 185 km au Nord-Est de Bangui, et constitue le point de départ de la route nationale 8 qui rejoint vers le nord Kaga-Bandoro puis la frontière soudanaise.

## Histoire

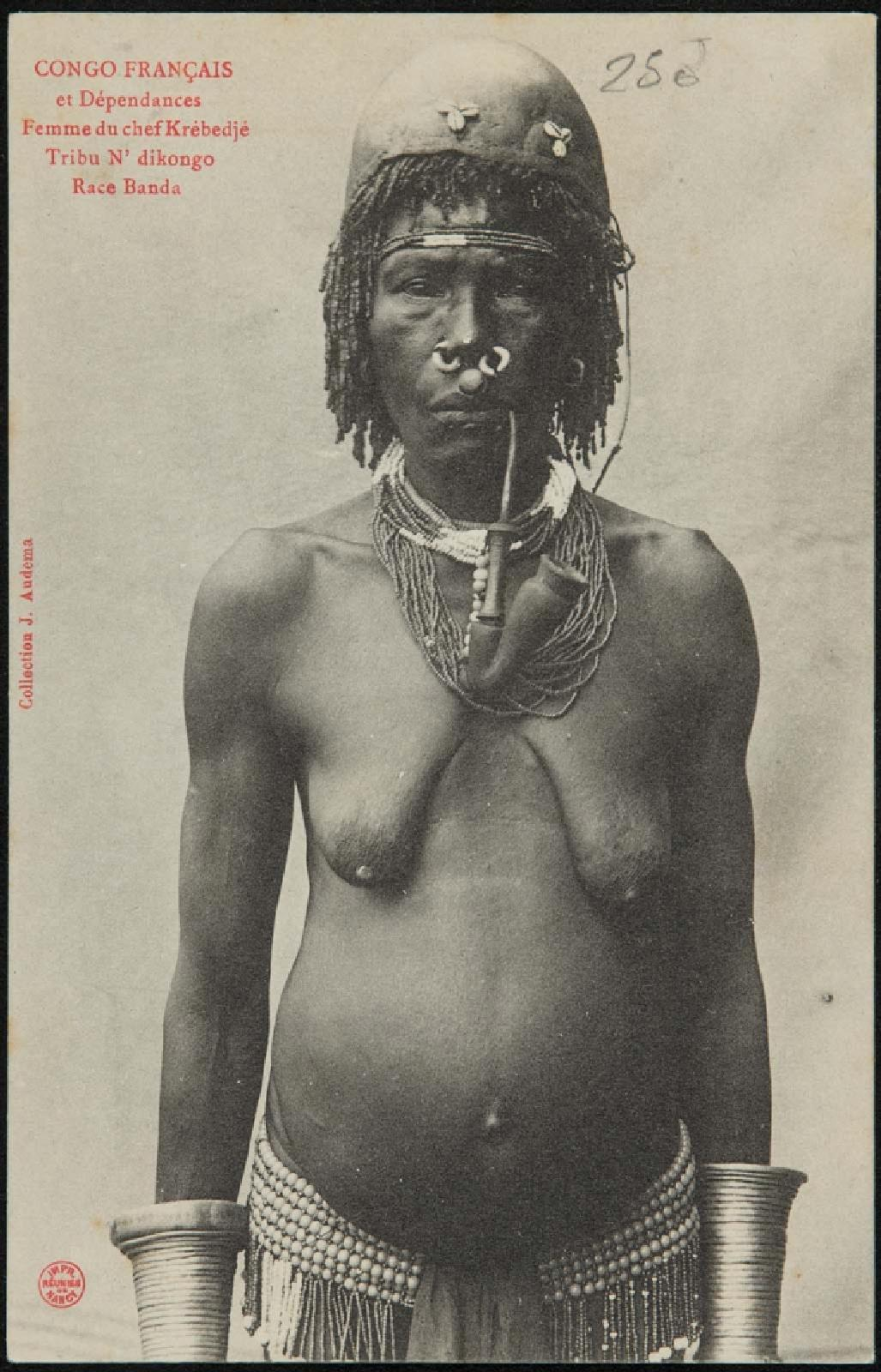
Femme du chef Krébédgé (vers 1900)

Le 2 mars 1896, Krébédjé, chef de terre de la tribu Banda (dont la tombe se trouve à l'entrée de la ville), offre un terrain à Émile Gentil. Le 21 mars 1896, il fonde un poste français à Krébédjé. En 1899, Krébédjé devient chef-lieu de cercle dans la région du Haut-Chari. Il est dirigé par l'explorateur Georges Bruel du 1er août 1899 à avril 1901. La localité prend alors le nom de Fort-Sibut, en 1900, en hommage au médecin-major Adolphe Pierre Sibut, médecin militaire de l’expédition Gentil, mort de maladie à Libreville le 10 avril 1899. Fort-Sibut devient un chef-lieu de subdivision en 1910, puis chef-lieu de la circonscription de Kémo en 1912.
En 1926, la Société des cotons du Congo installe une usine d'égrenage à Fort-Sibut, cette société cotonnière deviendra la Cotonfran. En 1935, à la suite de la réforme Renard, la ville est un chef-lieu de subdivision du département de l'Oubangui-Ouaka, le 16 octobre 1946, le district de Fort-Sibut est créé. En 1947, le petit séminaire catholique Saint-Paul de Bangui est transféré à Fort-Sibut, et prendra le nom de Saint Marcel de Sibut.
Le 23 janvier 1961, la République centrafricaine devenue indépendante instaure Fort-Sibut comme chef-lieu de sous-préfecture et de la préfecture de Kémo-Gribingui. Le 23 décembre 1961, Fort-Sibut prend le nom de Sibut. Le 6 août 1974, La Kémo-Gribingui est divisée en deux, la partie nord devient la préfecture de Gribingui Économique, qui prendra ensuite le nom de Nana-Grébizi. La partie sud prend, quant à elle, le nom de Kémo avec Sibut pour chef-lieu.
La ville est prise par l'offensive de la Seleka à la fin décembre 2012. Elle subit quinze jours de pillages avant d'être libérée par les forces internationales Misca et Sangaris, le 2 février 2014.

## Société

### Éducation
Neuf structures scolaires sont présentes dont huit écoles fondamentales, à Gombala : Préfectorale mixte 1A, Préfectorale mixte 1B, Préfectorale mixte 2, à Devou 1 : Mixte de Binguiti, à Ngao : Sous-préfectorale mixte 1, Sous-préfectorale mixte 2, ECAC Sainte Famille, à Bobadere : école Gbala. Le Lycée moderne de Sibut est installé dans le quartier Ngola.
L'enseignement secondaire est assuré au lycée moderne de Sibut.

### Santé
En tant que chef-lieu de préfecture, la ville dispose d'un hôpital préfectoral.

### Cultes
La paroisse de l'église catholique de la Sainte-Famille-de-Sibut est établie depuis 1943. Elle dépend aujourd'hui du diocèse de Kaga-Bandoro.

## Personnalités liées à la commune
- Didier Kassaï (1974), né à Sibut, dessinateur, auteur de BD, caricaturiste.